# Мирнівська сільська рада (Вітовський район)
Ми́рнівська сільська́ ра́да — адміністративно-територіальна одиниця та орган місцевого самоврядування у Вітовському районі Миколаївської області. Адміністративний центр — село Мирне.
2016 року ввійшла до складу Шевченківської територіальної громади.

## Загальні відомості
- Населення ради: 719 осіб (станом на 2001 рік)

## Населені пункти
Сільській раді підпорядковані населені пункти:
- с. Мирне

## Склад ради
Рада складалася з 16 депутатів та голови.
- Голова ради: Савчук Віра Петрівна

### Керівний склад попередніх скликань
| Прізвище, ім'я, по батькові | Основні відомості                                                 | Дата обрання | Дата звільнення |
| --------------------------- | ----------------------------------------------------------------- | ------------ | --------------- |
| Савчук Віра Петрівна        | Сільський голова, 1959 року народження, освіта вища, позапартійна | 26.03.2006   | 31.10.2010      |
| Савчук Віра Петрівна        | Сільський голова, 1959 року народження, освіта вища, позапартійна | 31.10.2010   |                 |

Примітка: таблиця складена за даними сайту Верховної Ради України

### Депутати
За результатами місцевих виборів 2010 року депутатами ради стали:

#### За суб'єктами висування
| Суб'єкт висування | Кількість обраних депутатів | %   |
| ----------------- | --------------------------- | --- |
| Партія регіонів   | 16                          | 100 |

#### За округами
| № округу        | Прізвище, ім'я, по батькові       | Дата визнання обраним | Освіта             | Партійна приналежність | Відомості про обраного депутата                     |
| --------------- | --------------------------------- | --------------------- | ------------------ | ---------------------- | --------------------------------------------------- |
| Партія регіонів |                                   |                       |                    |                        |                                                     |
| 1               | Бондарчук Олександр Володимирович | 04.11.2010            | вища               | член Партії регіонів   | Мирнівська загальноосвітня школа, сезонний оператор |
| 2               | Дацько Світлана Миколаївна        | 04.11.2010            | середня спеціальна | член Партії регіонів   | Мирнівський ДНЗ, завідувач                          |
| 3               | Ішкова Наталія Василівна          | 04.11.2010            | вища               | член Партії регіонів   | Мирнівська сільська рада, секретар                  |
| 4               | Терезюк Тетяна Володимирівна      | 04.11.2010            | середня спеціальна | член Партії регіонів   | Відділення швидкої допомоги в м. Миколаєв, фельдшер |
| 5               | Васильєва Віра Володимирівна      | 04.11.2010            | середня спеціальна | член Партії регіонів   | пенсіонер                                           |
| 6               | Софронова Світлана Валеріївна     | 04.11.2010            | середня спеціальна | член Партії регіонів   | Мирнівська загальноосвітня школа, вчитель           |
| 7               | Шевчук Ольга Йосифівна            | 04.11.2010            | середня            | член Партії регіонів   | тимчасово не працює                                 |
| 8               | Сидоренко Світлана Миколаївна     | 04.11.2010            | середня спеціальна | член Партії регіонів   | тимчасово не працює                                 |
| 9               | Кушнір Ольга Володимирівна        | 04.11.2010            | середня            | член Партії регіонів   | тимчасово не працює                                 |
| 10              | Петрушков Володимир Анатолійович  | 04.11.2010            | середня            | член Партії регіонів   | член ФГ «Колос», фермер                             |
| 11              | Атаманчук Людмила Василівна       | 04.11.2010            | середня спеціальна | член Партії регіонів   | тимчасово не працює                                 |
| 12              | Кузовова Галина Володимирівна     | 04.11.2010            | вища               | член Партії регіонів   | СТОВ «Кедр», комірник                               |
| 13              | Яценко Валентина Федорівна        | 04.11.2010            | середня спеціальна | член Партії регіонів   | Мирнівська сільська рада, охоронець                 |
| 14              | Процько Сергій Миколайович        | 04.11.2010            | середня спеціальна | член Партії регіонів   | СТОВ «Кедр», механізатор                            |
| 15              | Кошева Світлана Григорівна        | 04.11.2010            | середня спеціальна | член Партії регіонів   | Станція «Копані», електромеханік                    |
| 16              | Стрільчук Наталія Дмитрівна       | 04.11.2010            | середня спеціальна | член Партії регіонів   | Мирнівська сільська рада, водій                     |

## Населення
За переписом населення України 2001 року в сільській раді мешкало 719 осіб.

### Мова
Розподіл населення за рідною мовою за даними перепису 2001 року:
| Мова       | Відсоток |
| ---------- | -------- |
| українська | 90,26 %  |
| російська  | 5,56 %   |
| молдовська | 0,14 %   |
| інші       | 4,04 %   |